# Pertusaria xanthoplaca
Pertusaria xanthoplaca är en lavart som beskrevs av Müll. Arg. Pertusaria xanthoplaca ingår i släktet Pertusaria och familjen Pertusariaceae.   Inga underarter finns listade i Catalogue of Life.